# Национално знаме на Коста Рика
Националното знаме на Коста Рика е прието на 27 ноември 1906 година. Знамето е съставено от пет ивици в синьо, бяло, червено, бяло и синьо. Синият цвят представлява небето, възможностите и идеализма. Белият цвят значи мир, мъдрост и щастие. Червеният цвят символизира кръвта на борците за независима Коста Рика. Това знаме е подобно на знамето на Тайланд, но тайландското знаме е прието 11 години по-късно.

## Знаме през годините
- (1821 – 1823)
- (1823 – 1824)
- (1824)
- (1824)
- (1824 – 1840)
- (1840 – 1842)
- (1842 – 1848)
- (1848 – 1906)